# Всеобщие выборы в Того (1963)
Досрочные всеобщие выборы в Того проходили 5 мая 1963 года одновременно с конституционным референдумом. Выборы последовали после военного переворота в январе 1963 года, в результате которого президент Силванус Олимпио был убит. Ещё в 1961 году все политические партии за исключением Партии единства Того были запрещены Олимпио. Николас Грюницкий после переворота служил некоторое время премьер-министром и был единственным кандидатом в президенты. В результате выборов он стал президентом, а единый список кандидатов в Национальное собрание, включавший членов Партии единства Того, Ювенто, Демократического союза тоголезского народа и Движения тоголезского народа выступал как альянс Примирение и национальный союз (каждая партия выставила по 14 кандидатов) был одобрен 98,6% голосов. Явка составила 91,1%.

## Результаты

### Президентские выборы
| Кандидат                            | Партия                              | Голоса  | %    |
| ----------------------------------- | ----------------------------------- | ------- | ---- |
| Николас Грюницкий                   | Движение тоголезского народа        | 568 893 | 100  |
| Недействительных/пустых бюллетеней  | Недействительных/пустых бюллетеней  | 13 416  | –    |
| Всего                               | Всего                               | 582 309 | 100  |
| Зарегистрированных избирателей/Явка | Зарегистрированных избирателей/Явка | 639 524 | 91,1 |
| Источник: Nohlen et al.             |                                     |         |      |

### Парламентские выборы
| Выбор                               | Голоса  | %    | Места |
| ----------------------------------- | ------- | ---- | ----- |
| Примирение и национальный союз      | 568 893 | 98,6 | 56    |
| Против                              | 7 993   | 1,4  | −     |
| Недействительных/пустых бюллетеней  | 5 423   | −    | −     |
| Всего                               | 582 309 | 100  | 56    |
| Зарегистрированных избирателей/Явка | 639 524 | 91,1 | −     |
| Источник: Nohlen et al.             |         |      |       |